# Dashjamtsyn Tömörbaatar
Dashjamtsyn Tömörbaatar (nascido em 1 de fevereiro de 1957) é um ex-ciclista mongol que competiu no ciclismo nos Jogos Olímpicos de Verão de 1980.